# Доника, Виталий Анатольевич
Виталий Анатольевич Доника (укр. Віталій Анатолійович Доніка, родился 12 мая 1982 года в Киеве) — украинский хоккеист, нападающий румынского клуба «Дунэря» из Галаца (Румынская хоккейная лига) и сборной Украины. Сын хоккеиста Анатолия Доники.

## Биография
Выступал за команды чемпионата Украины «Льдинка», «Сокол», «Киев», в российской Высшей хоккейной лиге играл за «Нефтяник» (Альметьевск) и «Саров», в КХЛ выступал за «Донбасс». Чемпион Украины сезонов 2002/2003, 2008/2009, 2012/2013, победитель Континентального кубка 2012/2013, чемпион Румынии сезонов 2014/2015 и 2015/2016.
В составе сборной Украины Доника сыграл 27 игр (5 голов, 5 голевых передач). Участник чемпионатов мира 2006, 2007 (высший дивизион), 2011, 2012 и 2015 годов (первый дивизион). Участник молодёжных чемпионатов мира 2001 и 2002 годов (первый дивизион). Участник юниорских чемпионатов мира 1999 и 2000 годов.